# Montana Lorentz
June Montana Lorentz, född 1915 i Butte, Montana, USA, död 2008, var en svensk målare.
Hon var dotter till gruvförmannen Victor Forsander och Anna Lydia Granvik och från 1941 gift med Johan Lorentz. Hon studerade vid Otte Skölds och Henrik Blombergs målarskolor i Stockholm 1933-1934 och vid Lönnbergs målarskola i Helsingfors 1936 samt under studieresor till Tyskland, Frankrike och England. Separat ställde hon bland annat ut i Luleå, Boden, Lycksele och Torshamn. Tillsammans med sin man ställde hon ut i Bodö, Ålesund och Kongsvinger. Bland hennes offentliga uppdrag märks målningen Historisk rapsodi för Framnäs folkhögskola och Helg och söcken för Kalix folkhögskola. Muralmålningen ”Historisk rapsodi” gav inspiration till en musikal som skrevs för att fira Piteå 400 år. Musik och manus av Carina Henriksson, Bo Selinder och Lotta Karlsson, uruppfördes 2021 på just Framnäs Folkhögskola.”Montana” en muralmusikal med sprutt i penseln. 
https://nsd.se/kultur/artikel/muralmalning-av-june-montana-blir-musikal/r03zk5dr
https://kuriren.nu/kultur/musikal/artikel/gomd-historisk-vaggmural-blir-musikal/lz2p831l
Hennes konst består av figurer, porträtt och landskap utförda i olja, tempera, akvarell eller pastell. Vid sidan av sitt eget skapande medarbetade hon i Norrländska Social-Demokraten med artiklar om modern konst. Lorentz finns representerad vid bland annat Uppsala universitetsbibliotek.